# Kenji Komata
Kenji Komata (jap. 古俣 健次 Komata Kenji; ur. 15 lipca 1964) – japoński piłkarz występujący na pozycji pomocnika.

## Kariera klubowa
Od 1987 do 1998 roku występował w klubach Júbilo Iwata i Albirex Niigata.